# Parastrangalis consortaria
Parastrangalis consortaria là một loài bọ cánh cứng trong họ Cerambycidae.